# Scaligeria kopetdaghensis
Scaligeria kopetdaghensis är en flockblommig växtart som först beskrevs av Jevgenij Korovin, och fick sitt nu gällande namn av Boris Konstantinovich Schischkin. Scaligeria kopetdaghensis ingår i släktet Scaligeria och familjen flockblommiga växter. Inga underarter finns listade i Catalogue of Life.